# 桂伸治
三代目 桂 伸治（かつら しんじ、1952年5月14日 - ）は、東京都渋谷区出身の落語家。本名∶板倉 克己。落語芸術協会所属。出囃子は｢外記猿｣。

## 経歴
東京都立東村山高等学校を経て、1974年4月に東洋大学を中退し二代目桂伸治に入門する。前座名は初代桂平治で初高座。
1979年4月に二ツ目昇進。
1989年4月に三遊亭笑遊、二代目雷門福助と共に真打昇進し、三代目桂伸治を襲名。

## 芸歴
- 1974年4月∶二代目桂伸治に入門、前座名「平治」。
- 1979年4月∶二ツ目昇進。
- 1989年4月∶真打昇進、三代目桂伸治を襲名。

## 弟子

### 真打
- 桂伸衛門 - 春雨や雷蔵門下から移籍
- 桂宮治

### 二ツ目
- 桂伸べえ
- 桂伸しん
- 桂しん華 - 三遊亭歌る多門下から移籍
- 桂蝶の治 - 七代目蝶花楼馬楽門下から移籍
- 桂銀治

### 前座
- 桂伸都
- 桂伸球[1]

### 色物
- 松廼家八好 - 幇間芸[2]

### 元弟子
- 桂文月 - 師匠十代目桂文治死去に伴い預かり弟子となり、真打昇進に伴い元の弟弟子に戻る。

## 出演
- 笑点「師弟ペア大喜利」（2024年1月14日・2025年1月1日　日本テレビ） - 2024年は他の大喜利レギュラーは弟子・孫弟子との出演だったが、宮治に弟子がいないため唯一の師匠の出演となった[3][注 1]。